# Green Arrow: The Longbow Hunters
Green Arrow: The Longbow Hunters — ограниченная серия комиксов престиж-формата, которая состоит из 3 выпусков. Выпущена в 1987 году издательством DC Comics. Написана и нарисована Майком Греллом. Главным героем комикса является Зелёная стрела.

## Сюжет
На свой сорокалетний день рождения Оливер Квин переезжает из Стар-сити в Сиэтл, штат Вашингтон, к своей девушке Дине Лэнс. Он меняет свой костюм и перестает использовать свои особые стрелы, перейдя к более стандартному стрелковому оборудованию. Пока Зелёная стрела пытается выследить серийного убийцу, Сиэтлского потрошителя, убивающего проституток в городе, Чёрная канарейка пытается внедриться к наркодилерам.
Оливер выслеживает убийцу в покинутой подземной части Сиэтла, обнаружив, что это бывшая туннельная крыса с войны во Вьетнаме. Он поджигает здание с Оливером и уходит, собираясь снова убить, но таинственная женщина-лучник с татуировкой дракона на руке убивает Потрошителя (а также проезжавшего мимо автомобилиста), после чего исчезает.
Лучницей оказывается Шадо, дочь агента якудза, бывшего в заключении во время Второй Мировой Войны, где американские солдаты вынудили его раскрыть местонахождение большей части золота якудза. Обесчещенный, он убивает себя в искупление. Когда Шадо взрослеет, она обвиняется в убийстве тех, что обесчестил её отца и якудза. Проезжающий автомобилист, которого она убила, — один из тех солдат, использовавших украденное золото, чтобы построить финансовую империю. Оливер выслеживает Шэдо и проигрывает ей в конфронтации.
Дома Оливер слышит в новостях, что наркодилер, за которым наблюдала Дина, был найден мертвым и изуродованным ранее тем же днем. В панике, Оливер мчится на склад в доках, с которого, как подозревала Дина, производится доставка наркотиков. Там он находит девушку, связанную и пытаемую, на грани смерти. Без всяких сомнений Оливер убивает её мучителя, равно как и других людей, находящихся в нарко-лаборатории, включая одну из целей Шадо.
После убийства другой цели Шадо оставляет сообщение для Оливера — предложение встретиться на горе Рейнир, где она собирается убить оставшиеся цели. Хотя Оливер изначально пытался остановить её, только одна из целей выживает после схватку. Оливер спорит с агентом ЦРУ об использовании Иранских сил, чтобы финансировать Контрас Никарагуа. После Оливер встречается с последней целью в его офисе. Оливер собирается обвинить его в убийстве наркодилера, но Шадо стреляет в него сквозь окно, убивая его.

## Критика
Green Arrow: The Longbow Hunters был номинирован на Премию Айснера в 1988 году, как Лучшая Ограниченная Серия(англ. Best Finite Series).
Серия оказалась столь популярной, что DC Comics решила сделать первую постоянную серию комиксов о Зелёной стреле, сценаристом которой также был Грелл. Серия выходила в течение 11 лет. Грелл также написал После-Кризисную версию истории Зелёной стрелы в Green Arrow: The Wonder Year.